# Colias gigantea
Colias gigantea é uma borboleta da família Pieridae encontrada na América do Norte. A sua área de habitat inclui o Alasca, atravessa todo o Canadá, e vai até à costa leste e no Wyoming, Montana, Oregon.
O período de voo é de junho até ao início de agosto.
As larvas alimentam-se de Salix.

## Subespécies
- C. g. gigantea
- C. g. harroweri Klots, 1940
- C. g. mayi F. & R. Chermock, 1940